# Mormonische Pioniere

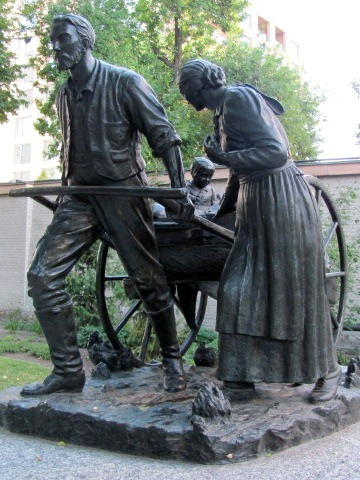
Eine Statue zu Ehren der Mormonischen Pioniere

Als Mormonische Pioniere oder Mormonenpioniere werden Mitglieder der Kirche Jesu Christi der Heiligen der letzten Tage bezeichnet, die im 19. Jahrhundert an der Urbarmachung des Gebietes in den Rocky Mountains beteiligt waren, dessen Kerngebiet heute der Bundesstaat Utah bildet. Die Zeit der Mormonenpioniere begann mit dem Auszug aus Nauvoo, Illinois im Februar 1846 und endete mit der Vollendung der transkontinentalen Eisenbahn im Jahr 1869.
Die Route der Mormonischen Pioniere wurde 1978 im Rahmen des National Trails System als Mormon Pioneer National Historic Trail ausgewiesen. Der National Park Service koordiniert die Beschilderung und den Unterhalt von Orten, die die Erinnerung an den Zug bewahren. Zum Gedenken an die Ankunft der ersten mormonischen Pioniere im Salt Lake Valley am 24. Juli 1847 ist der 24. Juli unter der Bezeichnung Pioneer Day im Bundesstaat Utah ein offizieller Feiertag.

## Hintergrund der Migration

Diese Karte zeigt den Exodus der Mormonen zwischen 1846 und 1869 in das große Becken der Rocky Mountains. Außerdem wird ein Teil der Route des Mormonenbataillons und der Weg der Handkarrenpioniere gezeigt.

Seit ihrer Gründung im Jahre 1830 wurden die Mitglieder der Kirche Jesu Christi der Heiligen der letzten Tage oft hart behandelt, hauptsächlich wegen ihres religiösen Glaubens. Es gab Gewalt gegen die Kirche, ihre Mitglieder und ihren Propheten Joseph Smith. Dies unter anderem war der Grund, dass die Kirche von einem Ort zum nächsten zog – Ohio, Missouri und Illinois, wo Kirchenmitglieder die Stadt Nauvoo aufbauten. Missouris Gouverneur Lilburn Boggs sprach einen Ausrottungsbefehl (Missouri Executive Order 44) gegen alle Mormonen aus, die in diesem Staat lebten. Im Jahre 1844 war Joseph Smith im Arrest in Carthage, Illinois, von einem Mob ermordet worden. Sein Nachfolger, Brigham Young beschloss daher, den Hauptsitz der Kirche wiederum zu verlegen und in das unwirtliche, noch nicht von Weißen besiedelte Gebiet in den Rocky Mountains zu ziehen, das damals noch zu Mexiko gehörte. Die Verfolgungen flammten erneut mit steigender Heftigkeit auf und erzwangen den für das späte Frühjahr 1846 geplanten Auszug aus Nauvoo bereits im extrem kalten Februar.
Nach dem Glauben der Kirche offenbarte Gott dem zweiten Präsidenten der Kirche, Brigham Young, den Aufruf an die Heiligen (wie sich die Mitglieder der Kirche nennen) nach Westen zu ziehen, hinter die westliche Grenze der Vereinigten Staaten. Im Winter 1846–47 planten die Anführer der Mormonen in Winter Quarters und Iowa, die Migration einer großen Anzahl von Mormonen, ihrer Ausrüstung und Nutztieren. Diese große Aufgabe war ein signifikanter Test für die Kirchenführung und das kurz vorher geschaffene administrative Netzwerk der Kirche. Für seine Rolle in der Migration wird Brigham Young oft auch als „amerikanischer Moses“ bezeichnet.

## Der Zug in die Rocky Mountains

### Vorausabteilung des Jahres 1847

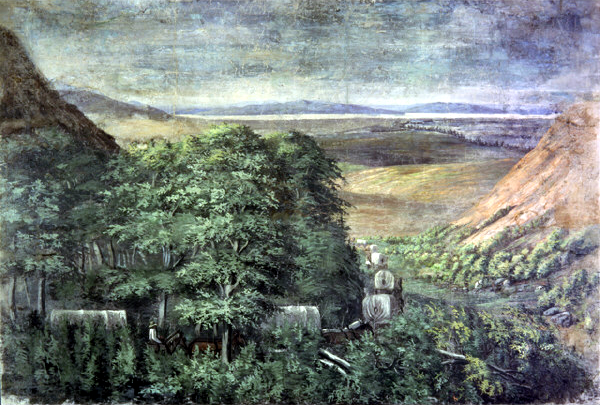
Ankunft im Tal des Großen Salzsees

Brigham Young organisierte im Frühjahr 1847 von Winterquartes aus, der provisorischen Siedlung am Missouri in Iowa, auf dem Weg in die Rocky Mountains, eine Vorausabteilung, um den Weg in den Westen in die Rocky Mountains zu erschließen und die Zustände wie Wasser und Indianerstämme zu erkunden. Die Vorausabteilung sollte den ursprünglichen Weg wählen und bahnen mit der Erwartung, dass weitere Abteilungen folgen würden. Es wurde gehofft, dass die Gruppe, wann immer möglich, Furten und Fähren einrichten und Feldfrüchte für eine spätere Ernte anbauen könne. Im späten Februar wurden Pläne gemacht, tragbare Boote, wissenschaftliche Instrumente, Farmwerkzeuge und Samen zu sammeln. Bewässerungstechniken wurden untersucht. Eine neue Route an der Nordseite des Platte River wurde gewählt, um Begegnungen mit Reisenden, die den bestehenden Oregon Trail an der Südseite gingen, aus dem Weg zu gehen. In Anbetracht des großen Bedarfs der großen Menge der Heiligen, die nach Westen reisen würden, entschieden die Kirchenführer, mögliche Auseinandersetzungen über Weiderechte, Zugang zu Wasser und Lagerplätze zu vermeiden.
Im Juli 1847 erreichte die Vorausabteilung das Salt Lake Valley, wobei die Leiter der Abteilung Erastus Snow und Orson Pratt das Tal am 21. Juli betraten.

### Das SchiffBrooklyn
Im November 1845 wurde Samuel Brannan, Redakteur und Verleger der kleinen Zeitung The Prophet, von Kirchenführern aufgerufen, ein Schiff zu chartern, das seine Passagiere von den östlichen USA nach Kalifornien bringen würde. Über zwei Monate gelang es Brannan, 70 Männer, 68 Frauen und 100 Kinder zu rekrutieren, insgesamt 238 Personen. Brannan handelte einen Preis von 75 $ für Erwachsene und die Hälfte für Kinder mit dem Kapitän und Schiffsbesitzer Abel W. Richardson heraus. Am 4. Februar 1846 (denselben Tag wie der mormonische Exodus von Nauvoo) verließ die Brooklyn den Hafen von New York und machte sich zu ihrer sechs-monatigen Reise an die Pazifikküste von Kalifornien auf. Die Reise sollte die längste sein, die von einer mormonischen Unternehmung gemacht wird. Das Schiff Brooklyn segelte von Brooklyn Harbour, New York, südlich über den atlantischen Äquator, um Kap Hoorn und stoppte an den Juan-Fernandez-Inseln, dann zu den Sandwich-Inseln (Hawaii) und schlussendlich in Yerba Buena (San Francisco) am 29. Juli 1846, nach fünf Monaten und siebenundzwanzig Tagen auf See. Die gefährliche Reise kostete zehn Passagiere das Leben, neun von ihnen wurden auf See bestattet.
Brannan zog nach Ankunft in Kalifornien Brigham Young an den Greenriver entgegen und versuchte ihn zu überzeugen, mit allen mormonischen Siedlern nach Kalifornien weiterzuziehen, was dieser jedoch ablehnte. Ein Teil der Passagiere der Brooklyn blieb in Kalifornien, ein Teil folgte dem Ruf Brigham Youngs, sich am Great Salt Lake zu sammeln und zog durch Nevada nach Utah.

### Das Mormonenbataillon
Als die Heiligen in Iowa unterwegs waren, erreichte sie der Ruf der US-Bundesregierung, für den Krieg mit Mexiko 500 Mann zu stellen. Dies war eine Gelegenheit, die Loyalität zu den USA augenfällig zu machen und außerdem dringend benötigtes Geld für den Zug in die Rocky Mountains zu bekommen. Sold und Kleidergeld für die Männer des Mormonenbataillons (die keine Uniform erhielten) waren eine wesentliche finanzielle Stütze um Ausrüstung und Verpflegung für den Zug zu beschaffen. Außerdem wurden die 500 Mann von der US-Regierung verpflegt. Sie zogen auf einer südlichen Route bis nach San Diego, wo sie abgemustert wurden und zum großen Teil, nachdem sie noch durch verschiedene Arbeiten in Kalifornien Geld verdient hatten, zu ihren Familien reisten, die inzwischen in Utah angekommen waren. In Kriegshandlungen war das Mormonenbataillon nicht verwickelt, absolvierte aber den längsten Infanteriemarsch der amerikanischen Geschichte.

### Missionierung im Osten und in Europa
Durch beständige Missionstätigkeit gewann die Kirche Jesu Christi der Heiligen der Letzten Tage im Osten der Vereinigten Staaten aber auch in Europa neue Anhänger. Diesen wurde nahegelegt, sich mit ihren Glaubensgenossen in den Rocky Mountains zu vereinen. Bereits am 1. Februar 1848 gab Orson Spencer, Präsident der Europäischen Mission Anweisungen heraus:
„The channel of Saints' emigration to the land of Zion is now open. The long looked for time for gathering has come. . . . The resting place for Israel for the last days has been discovered. . . . Let all who can gather up their effects, and set their faces as a flint to go Zionward in due time and order .... It is now designed to fit out a ship's company of emigrants as soon as practicable. The first company this winter ought to be embarked from Liverpool, as early as the 9th of February. The presidents of conferences are requested to forward to us the number of those who are prepared to emigrate by the 9th of February, and also the number that will be ready by the 23rd of February.“
(Der Weg für die Auswanderung von Heiligen in das Land Zion ist nun offen. Die lange erwartete Zeit der Sammlung ist nun gekommen....Der Ruheplatz für Israel für die letzten Tage ist entdeckt ... Lasst alle, die können, ihr Vermögen sammeln und ihr Gesicht wie einen Kieselstein machen und zur rechten Zeit in der rechten Ordnung zionwärts gehen... Es ist nun vorgesehen, eine Schiffsgruppe von Auswanderern so früh wie machbar auszurüsten. Die erste Gruppe soll sich in Liverpool bereits am 9. Februar einschiffen. Die Präsidenten der Konferenzen werden aufgefordert uns die Anzahl jener zu melden, die vorbereitet sind, bis 9. Februar auszuwandern und auch die Anzahl jener, die bis zum 23. Februar bereit sind.)
Die Zuwanderer, vor allem jene aus Europa, versorgten das neue Land mit dringend benötigten Fähigkeiten, da die Bekehrten zu einem erheblichen Teil Handwerker und Industriearbeiter waren. Besonders groß war die Zahl der bekehrten in Skandinavien, in der Schweiz und Deutschland und vor allem in Großbritannien. Daher stellten diese Völker neben Amerikanern einen erheblichen Teil der Pioniere in Utah.

### Organisierter Zug nach Westen
Die Zuwanderung nach Utah wurde unter Anweisung von Brigham Young schon von der Vorausabteilung an vorausschauend und langfristig geplant. Unterwegs wurden Farmen angelegt, die Verpflegung für nachfolgende Gruppen produzierten, es wurden Fähren gebaut und betrieben die einerseits den Nachfolgenden die Überquerung von Flüssen erleichterten und andererseits durch das Erheben von Fährgebühren von anderen Reisenden dringend benötigtes Geld einbrachten. Wo es nötig war, wurde auch der Weg ausgebaut, etwa durch das Entfernen von hinderlichen Felsen im Gebirge. Im Hinblick auf die vielen Nachfolgenden führte die Vorausabteilung auch genaue Aufzeichnungen über Weglängen, Weidegründe, Wasserstellen, besondere Wegmarken und Gefahren.
In Europa wurden Auswanderer von Missionaren betreut, die gemeinsame Reisen von größeren Gruppen organisierten. Eine Beobachtung von Charles Dickens, der als Reporter das Auswandererschiff „Amazon“ besuchte illustriert die Situation. Nachdem er den Gesamteindruck und einige Szenen genau beschrieben hat, fasst er seinen Eindruck zusammen:
Was die armen Leute an den Ufern des Großen Salzsees erwartet, weiß ich nicht, welchen glückseligen Täuschungen sie sich jetzt hingeben, aus welcher elenden Blindheit ihre Augen dann geöffnet werden wird, gebe ich nicht vor, sagen zu können. Doch ging ich an Bord ihres Schiffes um gegen sie zu zeugen, falls sie es verdienten, was ich voll und ganz glaubte, dass der Fall wäre. Zu meinem größten Erstaunen verdienten sie es nicht und meine Haltung und Neigungen dürfen mich nicht als ehrlichen Zeugen beeinflussen. Ich schritt über das Deck der Amazon und fühlte mich außerstande zu leugnen, dass bislang irgendein bemerkenswerter Einfluss ein bemerkenswertes Ergebnis hervorgebracht hat, das besser bekannte Einflüsse oft vermissen lassen.

### Die Handkarrenpioniere
Um bereits mit geringeren Mitteln eine Auswanderung nach Utah zu ermöglichen, machten sich von 1856 bis 1860 zahlreiche Pioniere statt mit von Ochsen oder Pferden gezogenen Planwagen mit einer auf Handkarren verstauten Minimalausrüstung auf den Weg, wobei die Männer die Wagen zogen.
Heute gelten sie in der Kirche Jesu Christi der Heiligen der Letzten Tage als Musterbeispiele für Opferwillen und Glaubensstärke. Zwei Gruppen kamen in besonders arge Schwierigkeiten, da sie ihre Reise zu spät im Jahr begonnen hatten und von einem heftigen frühen Wintereinbruch überrascht wurden. Trotz rasch von Salt Lake City aus eingeleiteter Rettungsaktionen kam es zu zahlreichen Todesfällen wegen Erschöpfung, Hunger und Kälte.

### Der ständige Auswanderungsfonds
Um wenig bemittelten Bekehrten die Auswanderung nach Utah zu ermöglichen, schuf Brigham Young 1849 den ständigen Auswanderungsfonds (Perpetual Emigration Fund), der teilweise aus Kirchengeldern und teilweise aus Spenden gespeist wurde. Aus diesem Fonds wurden zinsgünstige Kredite gewährt, um Fahrtkosten und Kosten für Ausrüstung zu finanzieren. Die Einwanderer sollten dieses Geld in bar, durch Güter oder Arbeitsleistung zurückzahlen, nachdem sie sich in Utah etabliert hatten.
Nachdem das Geld immer knapp war, wurden die Antragsteller gemäß ihren beruflichen Fähigkeiten und der Dauer ihrer Mitgliedschaft gereiht.
Insgesamt wurden durch den Fonds rund 30 000 Einwanderer unterstützt. Im Zuge der Durchsetzung der Antipolygamiegesetze wurde der Fonds 1887 vom Staat aufgelöst und das Vermögen eingezogen.

## Die Besiedlung und Kultivierung der Rocky Mountains

Darstellung der mormonischen Siedlungen in Nordamerika.

Das Salt Lake Valley im Südosten des namensgebenden Großen Salzsees, das Brigham Young – wie er sagte auf Geheiß Gottes – als Siedlungsgebiet ausgewählt hatte, war sehr unwirtlich. Die wenigen, die das Gebiet kannten, gaben den Mormonen keine Chance, da es auch im Sommer Fröste gäbe. Jedoch gab es reichlich Wasser, gespeist aus dem Schneefall in den Wasatch Mountains. Dieses Wasser galt es zu nutzen. So wurden die Mormonenpioniere die ersten Angelsachsen, die nachweislich Ackerbau mit künstlicher Bewässerung betrieben. Einige hatten die Methoden Indianern und Mexikanern abgeschaut, als sie mit dem Mormonenbataillon unterwegs waren.
Die bewaldeten Berge lieferten auch reichlich Bau- und Brennholz. Allerdings sollte der erste Winter extrem schwierig werden. Die mitgebrachten Vorräte waren stark zusammengeschmolzen und schließlich waren die ersten erst im Juli angekommen. Eine große Ernte ließ sich nicht mehr erwarten. Die eilig aus Baumstämmen errichteten Blockhütten waren eng und das Essen war sehr knapp. Die Pioniere mussten auf spärliches Wildgemüse und jagdbare Tiere zurückgreifen, um zumindest nicht zu verhungern.

### Gründung von Siedlungen
Fast als erste städteplanerische Handlung steckte Brigham Young den Platz ab, auf dem ein neuer Tempel errichtet werden sollte. Von dort ausgehend wurde Salt Lake City in Quadraten aus Straßen von großzügiger Breite ausgemessen. Man hielt sich dabei an den Plan der Stadt Zions, den Joseph Smith entworfen und in Nauvoo in die Tat umgesetzt hatte. Dies wurde in allen Siedlungen so gehandhabt. Aus diesem Grund sind die Straßen in der Großstadt Salt Lake City heute noch von ausreichender Breite für den Verkehr, in kleinen Orten, die sich nicht weiterentwickelten aber von unnötiger Breite.
Brigham Young gründete nicht nur Salt Lake City, sondern erweiterte das Siedlungsgebiet planmäßig immer mehr, wobei jeweils in Entfernung einer Tagereise mit der Pferdekutsche die nächste Siedlung gegründet wurde. Zur Siedlungsgründung wurden Missionare berufen, die den Auftrag erhielten, ihre bisherige, selbst erarbeitete Heimstatt aufzugeben und gemeinsam mit anderen dazu berufenen Familien am neuen Platz eine Siedlung mit entsprechenden landwirtschaftlichen Flächen und Bewässerungsanlagen zu errichten. Die Erschließung immer größerer Flächen war vor allem wegen des stetigen Zuzugs von Neubekehrten nötig.

### Der kalifornische Goldrausch
Für die mormonischen Pioniere war der Goldrausch in Kalifornien ein Glücksfall. 1848, ein Jahr nach der Gründung von Salt Lake City, begannen Goldsucher durch die neue Siedlung nach Kalifornien zu strömen. Die Mormonen tauschten deren abgearbeiteten Zug- und Tragtiere gegen neue, stellten die Tiere wieder her und verkauften sie an andere Goldsucher. Sie verkauften ihnen frisches Gemüse aus eigenem Anbau und bekamen dafür Mehl, Speck, Bohnen sowie diverse Ausrüstungsgegenstände. Der Goldrausch in Kalifornien war daher für Utah in den ersten Jahren eine wichtige Geldquelle und Überlebenshilfe.

### Der Utah-Krieg
Der Utah-Krieg führte im Jahr 1857 zu einem Ende der Expansion. Weit entfernt liegende Siedlungen, etwa San Bernardino in Kalifornien und Las Vegas in Nevada, die die Mormonenpioniere gegründet hatten, wurden aufgegeben und die Siedler konzentrierten sich in etwa im Gebiet des heutigen Utah.
Die Stationierung von US-Militär in der Nachbarschaft von Salt Lake City bedeutete das Ende des Utah-Kriegs und gleichzeitig das Ende der Isolation der Mormonen, denen es gar nicht gefiel, mit „Ungläubigen“ in der Nachbarschaft leben zu müssen, noch dazu mit Soldaten, von denen sie keinen für sie akzeptablen moralischen Standard erwarteten. Der Zuzug von Neubekehrten nach Utah hielt aber unvermindert an.

### Landwirtschaft
Als die Pioniere im Salt Lake Valley eintrafen, gab es dort keine Bäume. Auf den wüstenhaften Flächen gedieh fast nur Salbeigestrüpp. Nur an den Bachläufen, die von Schneewasser aus den Bergen gespeist wurden, gab es mehr Vegetation. Der erste Versuch, den staubtrockenen, harten Boden umzupflügen, endete mit dem Bruch des Pfluges. Künstliche Bewässerung war nötig. So entwickelten die Pioniere ein in den USA einzigartiges Wasserrecht, damit jeder in den Genuss des lebensnotwendigen Nass kommen konnte und sich die Last des Baus und der Erhaltung der Bewässerungsanlagen (Dämme für Wasserspeicher und Bewässerungsgräben) möglichst gerecht auf alle verteilte. Es gelang, im Gebiet rund um das spätere Salt Lake City alle gängigen Feldfrüchte wie Weizen, Mais, Gerste, Kartoffeln usw. anzubauen. Zusätzlich wurden Obstgärten angelegt und Gemüsegärten geschaffen.

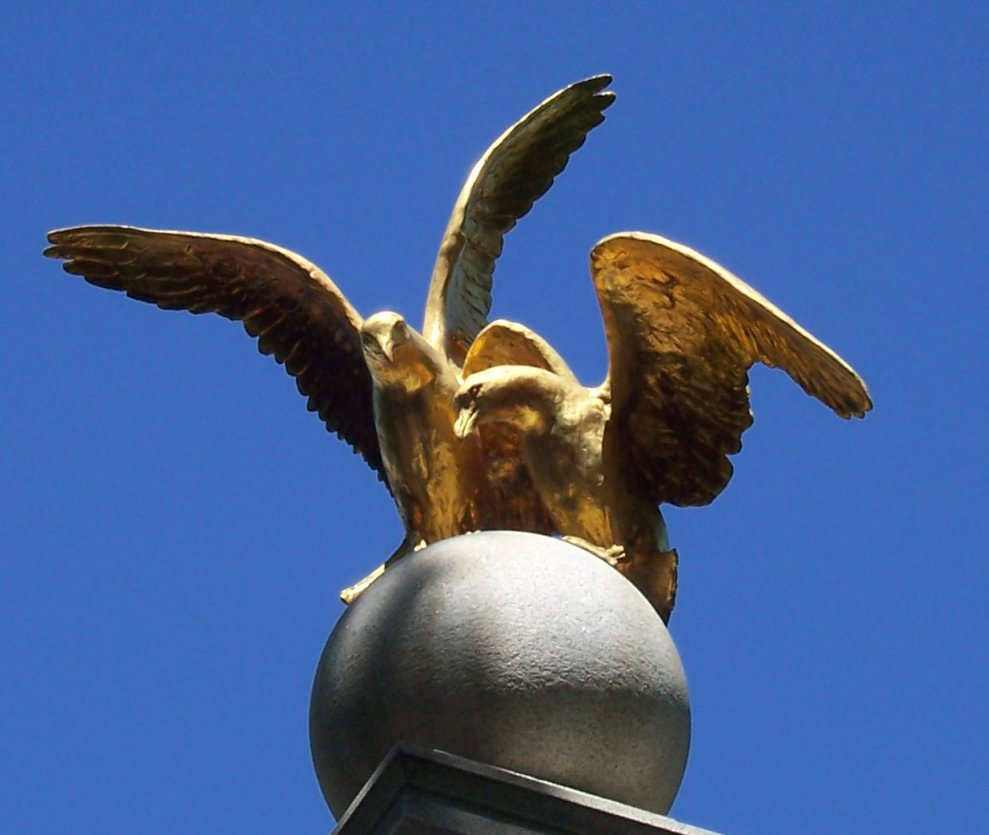
Kopf des Seemöwen-Denkmals auf dem Tempelplatz in Salt Lake City

Das Jahr 1848 brachte eine landwirtschaftliche Katastrophe. Grillen vermehrten sich ungehemmt und drohten die komplette, dringend benötigte Getreideernte zu vernichten, die schon zuvor durch Frosteinbrüche dezimiert war. Verzweifelt wurden sie bekämpft, aber es waren zu viele. Plötzlich nahte Rettung in Form von Seemöwen, die in großen Scharen vom Salt Lake her einfielen, die Grillen vertilgten und damit die Siedler vor einer Hungersnot bewahrten. Den Seemöwen wurde deshalb auf dem Tempelplatz in Salt Lake City ein Denkmal gesetzt.
Die Haltung von Weidevieh und Milchwirtschaft konzentrierte sich vor allem auf das Heber Valley, ein Seitental, und wurde hauptsächlich von Pionieren aus der Schweiz in die Hand genommen. Im Jahr 1850 entsandte Brigham Young Familien in das südlich des Salt Lake Valley gelegene Utah Valley um den Utah Lake, mit der Aufgabe auch dieses Tal zu besiedeln. Die Uferebene zwischen den Wasatch Mountains und dem See war besonders für den Anbau von Obst geeignet, die Flächen nördlich und im Südosten des Sees wurden zu Utahs wichtigstem Anbaugebiet für Zuckerrüben.
In späteren Jahren und nach der Gründung von Siedlungen in ganz Utah, veranlassten die Führer der Kirche auch landwirtschaftliche Experimente. So wurde im Süden eine Seidenraupenzucht versucht, die aber nicht besonders erfolgreich war. Rund um Salt Lake City wurden Zuckerrüben angebaut, um den begehrten Zucker nicht teuer aus dem Osten heranschaffen zu müssen. Es ging immer darum, möglichst unabhängig zu werden und möglichst alles in der eigenen Region zu produzieren. Indigo und Baumwolle wurden ebenfalls versuchsweise angebaut.

### Handel
Um die Abhängigkeit von außenstehenden Händlern zu vermindern und bessere Preise zu erzielen, wurde 1868 eine Handelsgenossenschaft gegründet, die Zions Cooperative Mercantile Institution, die sowohl als Lieferant für benötigte Güter von Außerhalb als auch als Abnehmer für regionale Produkte auftrat.

### Bergbau und Industrie
Zunächst konzentrierten sich die Anstrengungen darauf, landwirtschaftsnahe Industrien zu gründen: Sägemühlen, Gerbereien und Lederverarbeiter sowie Getreidemühlen bildeten den Anfang. Bald wurde auch im südlichen Iron County Erz abgebaut und Eisen gewonnen, das allerdings keine sehr hohe Qualität erreichte. In Frankreich wurde eine komplette Zuckerfabrik gekauft, die bis heute einem Stadtteil von Salt Lake City den Namen Sugarhouse verschaffte. Allerdings passierte ein Fehler in der Zusammenstellung der Ausrüstung, die komplett mit Planwagen in die Rocky Mountains geschafft werden musste. Daher wurde nie Kristallzucker produziert, sondern nur Zuckersirup. Die Berge von Utah sind reich an verschiedenen Erzen. Der bald begonnene Silberabbau zog eine Anzahl von „Ungläubigen“ an.

### Kultur und Bildung
Anders als in anderen Gesellschaften am Rande der Zivilisation achteten die Mormonenpioniere darauf, Kultur und Bildung zu vermitteln und zu genießen. Tanzveranstaltungen gab es sogar während des Zuges aus dem Mittleren Westen. Sehr bald wurden Schulen gegründet und ein Theater, bald folgten weiterführende Schulen. Die Pioniere entwarfen sogar ein eigenes Alphabet, das Deseret-Alphabet, das den zahlreichen Zuwanderern, die zu einem erheblichen Teil eine andere Muttersprache hatten, die Kommunikation erleichtern sollte. Immer wieder erhielten Einzelne den Auftrag, sich im Osten oder gar in Europa wissenschaftlich oder künstlerisch weiterzubilden und das Gelernte dann in Utah weiterzugeben. Berühmt ist etwa der mormonische Tabernakelchor, dessen Wurzeln bis in die Pionierzeit zurückgehen.

### Der Eisenbahnbau

Der letzte Lückenschluss in der transkontinentalen Eisenbahn wird gefeiert

Der Bau der transkontinentalen Eisenbahn wurde zwiespältig gesehen. Damit war die bisherige Isolation vollständig zu Ende. Das brachte einerseits den Vorteil, dass nun Waren schneller und billiger nach Utah transportiert werden konnten. Damit war die Notwendigkeit, Pionier zu sein und fast alles regional herzustellen, nicht mehr gegeben. Andererseits könnte dies aber auch zu einem stärkeren Zuzug von „Ungläubigen“ führen und damit den Frieden und die freie Religionsausübung stören.
Brigham Young sah jedenfalls mehr Vorteile als Nachteile in der Eisenbahn und förderte den Bau in Utah nach Kräften. Schließlich erleichterte die Eisenbahn das Reisen auch für die Heiligen, sodass Neubekehrte keine solchen Entbehrungen mehr ertragen mussten, um nach Utah zu kommen. Auch war das Reisen für Missionare, die in alle Welt geschickt wurden, dadurch einfacher. Somit ging die Zeit der Mormonenpioniere 1869 mit der Vollendung der transkontinentalen Eisenbahn und dem Einschlagen des letzten Nagels am Golden Spike National Historic Site in Utah zu Ende.